# Marcelo Fernández (cantautor)
Juan Marcelo Fernández (Mendoza, Argentina, 18 de diciembre de 1973) es un cantautor, músico, actor y arquitecto argentino.

## Biografía
Es el primer hijo del matrimonio de Juan José Fernández y María del Carmen Pizzolo. Casado con la escribana Eliana Montaldo y padre de Valentina y María Pía.
El primer contacto con el mundo musical fue a sus 5 años, cuando su padre (conocido como “Pi-Pío) compró un órgano electrónico de doble teclado. Marcelo comenzó a tocar canciones simples como el Feliz cumpleaños y Carozo y Narizota.

## Trayectoria
Más tarde comenzaría a tocar canciones en restaurantes. Creció rodeado de música, su padre cantaba y componía. En algún tiempo hizo teatro, y era uno de los integrantes de los “Tíos Bochincheros”, conjunto infantil exitoso en los 80’. Marcelo ayudaba con el vestuario y el manejo de luces.
A los 11 años formó parte del coro de “Niños cantores de Mendoza”. Después de un año, el maestro de la Universidad lo calificó como no ser capaz de cantar y tuvo que abandonar el coro.

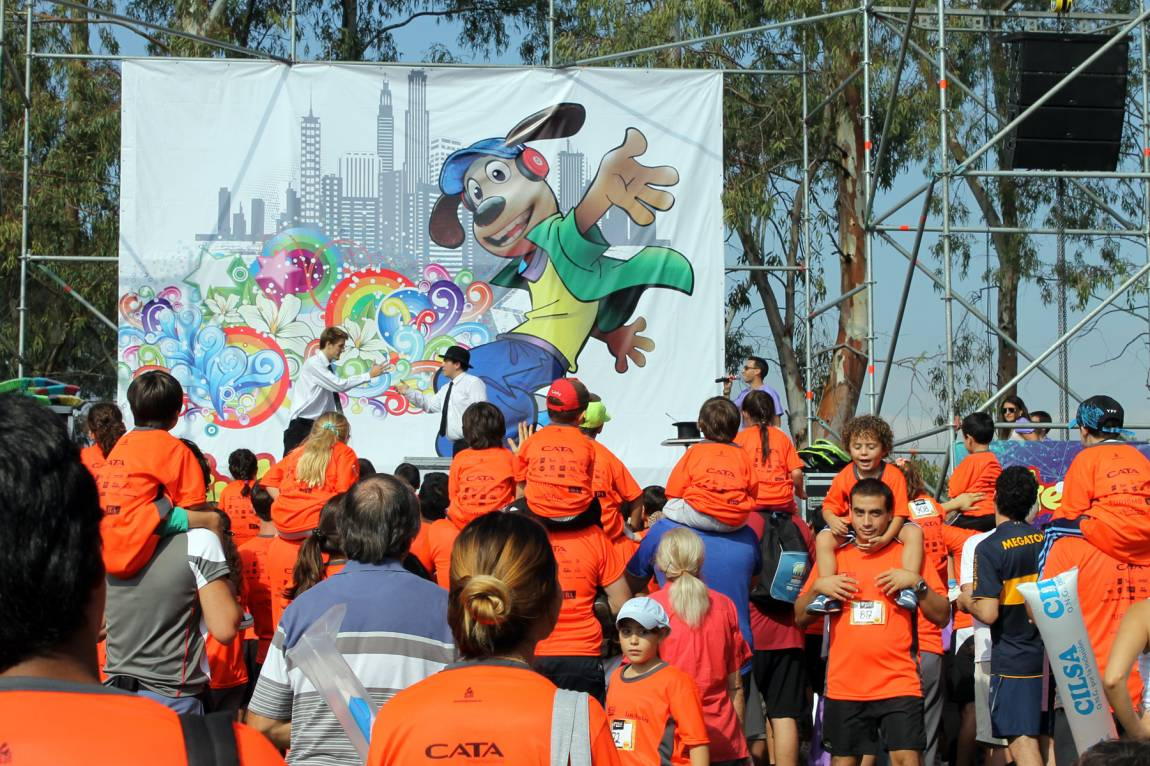
Marcelo encargado de la locución de la maratón Tintero.

En 1987, a sus 14 años, formó parte de las bandas de Rock “Claxon” y “El Espectro”, siempre como tecladista. Tocaban temas propios. Acompañaba en la iglesia con su órgano a su padre mientras cantaba el Ave María y a Fabiana Bravo (en sus comienzos). Continuaba en la Universidad de música de Mendoza como estudiante de piano y órgano.
En 1991 terminó la secundaria en el Instituto Leonardo Murialdo. De la música cambió a Arquitectura, para recibirse en 2000 en la Universidad de Mendoza con alguna especialización en acústica. Mientras estudiaba, acompañaba este arte de maquetas y diseños edilicios con Shows de Karaoke en el Yanque Cantobar por la calle Guardia Vieja. Marcelo animaba toda la noche y seguía sin cantar. 
Una noche, el gerente de uno de los supermercados Metro lo vio y tuvo la iniciativa de hacer algo parecido en todas las sucursales. Marcelo se transformó en “El Chico del Metro”, fue la cara representativa del supermercado por tres años. Hacía las publicidades y sorteos. 
En 1998, con 25 años, pasó a ser el conductor del programa Subí que te llevo los sábados a mediodía, con muy buena aceptación entre los mendocinos. El 8 de marzo de 2003, Marcelo fue invitado a conducir una repetición de la Fiesta Nacional de la Vendimia en el Frank Romero Day, la fiesta mayor para todos los mendocinos, justo el día del nacimiento de Valentina, su primera hija.
En 1998, el exprofesor de la universidad de Cuyo, violinista y cantante: el Maestro José Pepe Gudiño insistió en vocalizarlo. Desde ese día, Pepe, con paciencia, logró que Marcelo cantara.
Alrededor del 2000, Marcelo emprendió un proyecto musical llamado “Industria Argentina” donde solo se harían covers para fiestas y eventos con Marcelo (teclado y voz principal), “Tito” (en la percusión) y Pedro (coros y guitarra).
Con el correr de los años, Marcelo se rodeó de profesionales y formó JMF Producciones, empresa dedicada a la realización de eventos

## Comedia musical
Mientras Marcelo se decidía a comenzar su primer disco, en 2011 fue invitado a un casting: “Comedia Musical de Guaymallén” dirigida por Hugo Moreno, Ivana Chavarini y Cynthia Lozada (su preparadora vocal actual). Quedó seleccionado el primer año, en el segundo y volvió a quedar en el tercero. El primer musical que llevaron a cabo fue Chicago y en el 2012 De Atar…un musical de Locos. Marcelo interpretó al psiquiatra que venía a ayudar. Le confiaron un papel que lo llevó a indagar en la parte de actuación, algo nuevo para él. La obra tuvo un éxito sin precedentes en Mendoza.

### De Atar... Un Musical de Locos

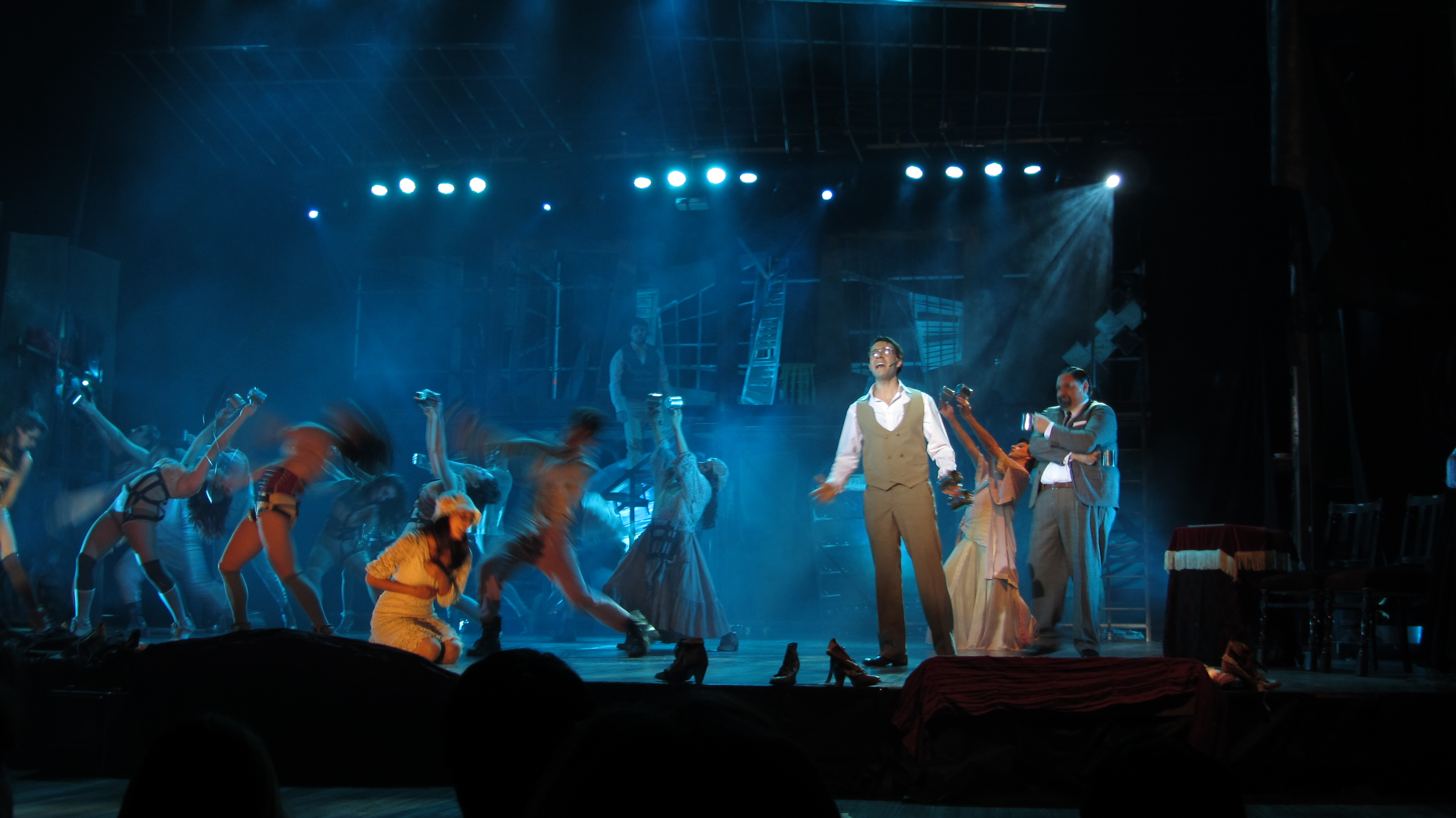
Presentación de "De Atar" en el Teatro Independencia de Mendoza.

De Atar es un drama musical.

#### Síntesis argumental
Al manicomio llega Jorge Andrés, el psiquiatra, a su primer trabajo. Laura, la enfermera, es la encargada junto a Jesús María de mostrar cada rincón y cada caso. Con poca práctica, pero con inmensa pasión, se adentra en la búsqueda de la cura de sus nuevos pacientes. Durante el camino, su alegría se ve amenazada por el director del Instituto y la tristeza que anida en la historia de cada paciente. En sus libros no logra encontrar todas las respuestas, haciendo su estadía un tanto frustrante.
Elenco: Marcelo Fernández; Claudia Racconto; Darío Anís; Gabriela Garro; Federico Nicolás Giménez; Juan Manuel Busquets; Enrique Lucero; Josefina Ormeño; Alina Rodríguez y María Belén González. Coros y bailarines: Noelia Muñoz, Rodrigo Garro, Laura Leal, Leandro Nicolás Tobares, Tamara Garay, Vero Alsina, Antonella Rivero, Gastón Hausler y David Blanc. Dirección Hugo Moreno. Guion Laura Fuertes.

## Primer CD
Marcelo siempre compuso. Sentía la necesidad de hacer conocer sus canciones al mundo, pero se dio cuenta de que aquellas viejas melodías escritas con mucho sentimiento, hoy no lo identificaban. Esto dio espacio a nuevas composiciones por lo que decidió comenzar de nuevo y con la ayuda de su productor, Gabriel Fernando Álvarez, empezaron de cero.
Marcelo se propuso cantar canciones originales nuevas que nadie antes hubiese escuchado y editarlas en un CD. De esta manera nació Desde lo alto, su primer CD inédito que presentó con un show de primer nivel el 8 de julio de 2015 en la Nave Cultural, Mendoza.